# Естадіо Тібурсіо Каріас Андіно
«Естадіо Тібурсіо Каріас Андіно» (ісп. Estadio Nacional Tiburcio Carías Andino) — багатофункціональний стадіон у місті Тегусігальпа, Гондурас, у минулому головна спортивна споруда країни.
Стадіон побудований та відкритий 1948 року. Має потужність 34 000 глядачів. 
Арені присвоєно ім'я видатного політичного діяча та президента Гондурасу Тібурсіо Каріаса Андіно, за урядування якого її введено в експлуатацію.